# Oberellmau
Oberellmau ist eine Rotte bei Fuschl am See im Bundesland Salzburg.
Der Ort ist ein Ortsteil der Gemeinde Fuschl am See und liegt südöstlich von Unterellmau in einem Talschluss. Er ist im Nordwesten von Ellmaustein, im Osten vom Sulzberg und im Süden vom Sonnberg umgeben. Oberellmau besteht aus einigen Gehöften und Einfamilienhäusern.